# ESET
ESET е словашка компания за ИТ сигурност, която предлага антивирусен софтуер и защитни стени. ESET е със седалище в Братислава, Словакия, както и представителства по цял свят. Удостоена е с признанието на най-успешната словашка компания през 2008, 2009 и 2010 г. Тя играе значителна роля за цялостната киберсигурност.

## История
Открита е през 1992 г. чрез сливането на 2 частни компании. Компанията държи офиси в Сан Диего (САЩ, щ. Калифорния), Уекфорд (Ирландия), Лондон (Обединено кралство), Буенос Айрес (Аржентина) и Прага (Чехия).
Първият продукт на ESET е NOD – антивирусна програма за компютри с MS-DOS. През 1998 г. Eset представя продукта NOD32 v1.0 за Microsoft Windows, с версия v2.0 през 2003 г. Последната разработка на v2.x codebase е v2.70.39, пусната през ноември 2006 г., за да подкрепи в технически аспект Windows Vista. През ноември 2007 г. ESET пуска v3.0 и променя името му на ESET NOD32 Antivirus. Компанията също така представя нов продукт, наречен ESET Smart Security („Интелигентна защита“), който комбинира ESET NOD32 Antivirus с antispam и firewall функции.
ESET NOD32 Antivirus и ESET Smart Security поддържа Windows 2000, XP, Server 2003, Vista и Server 2008. Поддържа 64-битови (x86-64, не IA-64) версии на тези операционни системи, въпреки че програмата върви и с двете 32-битови и 64-битови просецори. Потребителите на по-старата версия на Microsoft Windows, като Windows 95, 98, Me и NT 4.0, ще имат нуждата да инсталират v2.70.39 издание. Не е ясно за сега колко дълго по-старите версии на Microsoft Windows ще бъдат поддържани. В допълнение за Microsoft Windows, компанията също поддържа и следните операционни системи BSD, Linux, Novell NetWare и Sun Solaris.

## Технология
Използването на асемблерен език в продуктите на ESET допринася за техните ниски системни изисквания и дисково използване.
ESET нарича своята сканираща машина ThreatSense, и прави обширно използване на сигнатури на вируси и евристични принципи. Това не трябва да се бърка с ThreatSense.Net, което е система на ESET за прибавяне на съмнителни файлове и malware към техните екипи, проучващи вирусите.
Продуктите на ESET са често тествани от организации като AV-Comparatives, AV-Test и Virus Bulletin. ESET е първата компания, която е получила 51 VB100 награди от Virus Bulletin и няма пропусната заплаха в тестовете на Virus Bulletin през последните шест години. Продуктите на ESET са често тествани (проверявани) от ICSA Labs и WestCoastLabs.